# کالم مینی
کالم مینی (انگلیسی: Colm Meaney؛ زادهٔ ۳۰ مهٔ ۱۹۵۳) بازیگر اهل ایرلند است. وی از سال ۱۹۷۸ میلادی تاکنون مشغول فعالیت بوده‌است.
از فیلم‌ها یا برنامه‌های تلویزیونی که وی در آن نقش داشته است، می‌توان به بچه، پیشتازان فضا: نسل بعدی، جان‌سخت ۲، آخرین موهیکان، هواپیمای محکومین، دور و دورتر، بیارش گریک، شهروند مطیع قانون، نور سرد روز، معما، آلاسکا، مرد انگلیسی، وقفه، سربازان ثروت، کلر دولان و جاده‌ای به ولویل اشاره کرد. او همچنین در انیمیشن نورم از شمال صداپیشه بوده است.